# 艾默里克·拉波特
艾默里克·让·路易·热拉尔·阿方斯·拉波特（法語：Aymeric Jean Louis Gérard Alphonse Laporte；1994年5月27日—），出生於法國阿讓，擁有法國和西班牙雙重國籍的職業足球員，司職中後衛，現效力沙特职业足球联赛俱樂部艾納斯，曾經代表法國國家各級青年隊，現在代表西班牙國家足球隊參加國際賽事。

## 球會生涯

### 畢爾包
2010年，拉波特加入了西班牙足球甲级联赛的毕尔巴鄂竞技足球俱乐部青训营。
2012年12月9日，西甲联赛第15轮毕尔巴鄂竞技1比0战胜维戈塞尔塔足球俱乐部，比赛的第89分钟，拉波特替换下安德尔·埃雷拉登场，完成了职业生涯处子秀。

### 曼城
在2018年1月冬季转会机会接近尾声时，拉波特以5700万英镑（他的合同解约金额数，也是两家俱乐部的破纪录数字）的费用签约曼城。他得到了14号球衣。2019年8月31日，拉波特右膝受傷，導致他被擔架抬走。他於2019年9月接受手術。

#### 2020–21賽季
2020年9月7日，曼城官方表示，有2名球員2019冠状病毒病檢測結果為陽性，名單里包含了拉波特和隊友馬列斯。而約翰·史東斯在防守中心亦取代了拉波特，並與新簽約的魯本·迪亞斯建立了強大的合作夥伴關係，而拉波特不在首發陣容中。

## 國家隊生涯
2019年8月，拉波特入選法國對阿爾巴尼亞和安道爾的2020年歐洲國家盃預選賽的大名單。
然而，僅兩天後，他在為自己的俱樂部效力時受傷，因而排除了任何參與，其席位由森姆·烏迪迪取代。
由於拉波特的家庭背景，通過其曾祖父母獲得巴斯克血統，他能夠選擇為法國或西班牙出戰國際賽事。2021年5月11日，西班牙內閣部長會議通過拉波特歸化西班牙籍，這使多年沒機會為法國隊效力的拉波特，亦有機會加入西班牙國家足球隊參加2020年歐洲國家盃。
2021年5月24日，拉波特如願入選西班牙國家足球隊。6月4日，拉波特在對陣葡萄牙的國際友誼賽達成西班牙隊首秀。6月23日，拉波特在2020年歐洲國家盃分組賽5-0大勝斯洛伐克的比賽中踢進一球，幫助球隊以小組排名第二晉級十六強賽，這也是他在西班牙隊的首球。
2022年11月，拉波特入選2022年世界盃西班牙隊最後26人名單，背號24號。
2023年6月，拉波特入選2023年歐洲國家聯賽決賽周西班牙隊最後23人名單，背號14號，並隨隊獲得冠軍。
2024年6月，拉波特入選2024年歐洲國家盃西班牙隊最後26人名單，並協助球隊獲得冠軍。

## 榮譽

### 球會
毕尔巴鄂
- 西班牙超級盃：2015

 曼城
- 英格蘭足球超級聯賽冠軍：2017-18、2018-19、2020-21[11]2021-22、2022-23[12]
- 英格蘭足總盃冠軍：2018-19、2022-23[13]
- 英格蘭聯賽盃冠軍：2017-18、2018-19、2019-20、2020-21
- 英格蘭社區盾冠軍：2018、2019
- 歐冠冠軍：2022-23
- 歐洲超級盃冠軍：2023[14]

### 國家隊
西班牙國家隊
- 欧国联冠軍：2022–23
- 欧洲足球锦标赛冠軍：2024年

### 個人
- 西甲年度最佳陣容：2013-14賽季

## 外部連結
- BDFutbol profile（页面存档备份，存于）
- 艾默里克·拉波特－UEFA國際賽競賽紀錄
- French Football Federation profile （页面存档备份，存于） （法文）
- Soccerway資料庫：艾默里克·拉波特